# Jo Dong-jin
Jo Dong-jin (조동진?, 趙東振?, Cho DongjinMR; Seul, 3 settembre 1947 – Goyang, 28 agosto 2017) è stato un cantautore sudcoreano.
È considerato uno dei pionieri del folk contemporaneo in Corea del Sud, noto per i testi meditativi e melodici, e il "padrino della musica underground coreana" per aver fondato la comunità Hana Music, sostenendo nuovi artisti folk nel corso degli anni 1980 e 1990.

## Biografia
Nasce a Seul il 3 settembre 1947, figlio del regista cinematografico Jo Geung-ha (1919-1982). La famiglia, di cui fanno parte anche un fratello maggiore (Dong-wan), una sorella minore (Dong-hee) e un fratello minore (Dong-ik), risiede a Taegu durante la Guerra di Corea. Inizialmente intenzionato a diventare un pittore, Jo comincia a fare musica come lavoretto part-time durante le scuole superiori, quando l'attività del padre fallisce, formando una rock band ed esibendosi a concerti ed eventi: la produzione del tempo è influenzata principalmente dai Beatles, ma ascoltava anche Bob Dylan, Peter, Paul and Mary, Leonard Cohen e i Bee Gees. Nel 1966 entra alla facoltà di film e teatro della Chung-Ang University, ma la frequenta per soli due anni, andando a suonare per l'Eighth United States Army con alcuni amici, esibendosi come chitarrista e voce della band jazz rock Chagrin. Pubblica il suo primo album solista eponimo nel 1979; quasi trent'anni dopo, il disco viene inserito nella lista dei cento migliori album coreani stilata dal quotidiano Kyunghyang Shinmun.
Nel 1992 fonda la comunità di artisti Hana Music, della quale fanno parte diversi talenti folk tra cui la sorella e il fratello minore, Jang Pil-soon e Lee Kyu-ho.
Nel 1996 si ritira a vita privata sull'isola di Jeju, dopo l'uscita del suo quinto album. Pubblica nuove canzoni nel 2001 e nel 2015 nelle antologie della Hana Music, mentre nel 2016 esce il suo primo album di inediti in vent'anni, As a Tree, che si aggiudica i riconoscimenti di Album dell'anno e Miglior album pop ai Korean Music Award.
Muore alle 3:43 del 28 agosto 2017, mentre viene trasportato in ospedale dopo essere stato rinvenuto privo di sensi nella vasca da bagno di casa da uno dei figli. Aveva un cancro alla vescica al quarto stadio (per il quale avrebbe dovuto essere operato quel giorno stesso) e problemi di cuore. La camera mortuaria viene allestita all'ospedale Ilsan di Goyang; viene sepolto nella medesima città dopo le esequie celebrate il 30 agosto.

## Vita privata
Nel 1974 convola a nozze con Kim Nam-hee, con cui rimane sposato fino alla di lei morte nel 2014. Hanno avuto due figli maschi, Beom-gu e Seung-gu.

## Discografia

### Album in studio
- 1979 – Jo Dong-jin
- 1980 – Jo Dong-jin 2
- 1985 – Jo Dong-jin 3
- 1990 – Jo Dong-jin 4
- 1996 – Jo Dong-jin 5
- 2016 – As a Tree

## Riconoscimenti
- Korean Music Award
  - 2010 – Premio alla carriera[11]
  - 2017 – Album dell'anno per As a Tree[8]
  - 2017 – Miglior album pop per As a Tree[8]